# Savigny (Ródano)
Savigny es una comuna francesa situada en el departamento de Ródano, de la región de Auvernia-Ródano-Alpes.

## Demografía
| 960 | 1 001 | 1 137 | 1 359 | 1 535 | 1 797 | 1 921 | 2 010 |
| Para los censos de 1962 a 1999 la población legal corresponde a la población sin duplicidades (Fuente: INSEE [Consultar]) |       |       |       |       |       |       |       |